# بامانیکاتی
بامانیکاتی (به لاتین: Bamanikati) یک روستا در بنگلادش است که در استان باریسال و در ناحیه باریسال واقع شده‌است.